# Stamnodes spectatissima
Stamnodes spectatissima là một loài bướm đêm trong họ Geometridae.